# پیرفرانچسکو کالیری

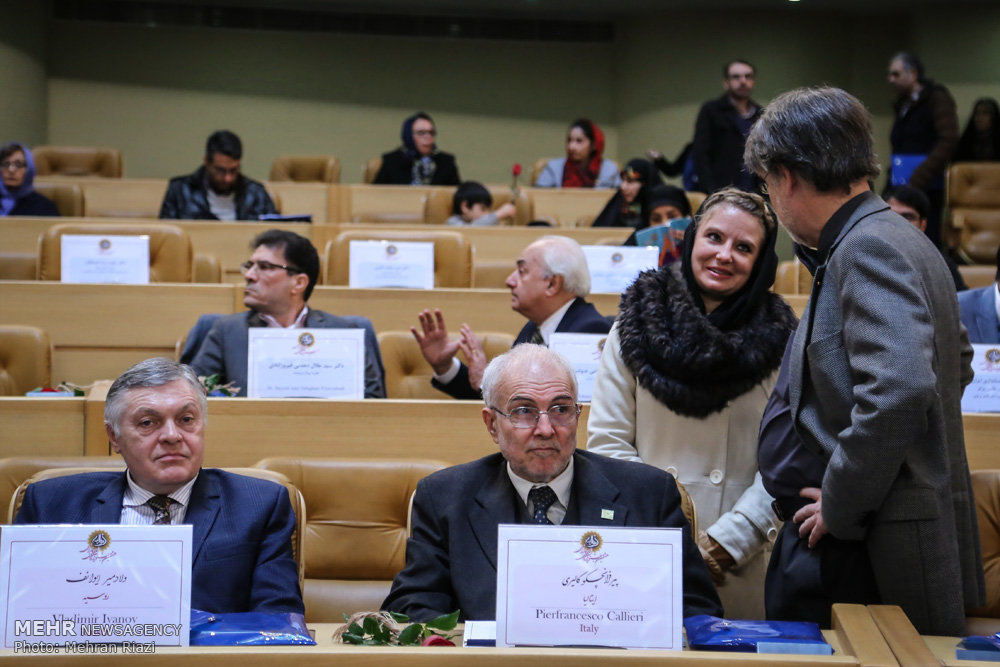
پیر فرانچسکو کالیری و ولادیمیر ایوانف، جشنواره بین‌المللی فارابی، بهمن ۱۳۹۵

پیر فرانچسکو کالیری (متولد ۱۹۵۷) ایران‌شناس ایتالیایی است. او برگزیدهٔ هشتمین دورهٔ جشنواره فارابی شد.
کالیری عضو هیئت تحریریه مجلۀ پرسیکا آنتیکوا است.